# La Lola se va a los puertos (película de 1947)
La Lola se va a los puertos es una película española de 1947, dirigida por Juan de Orduña e interpretada por Ricardo Acero y Juanita Reina. El guion está basado en la obra de Antonio y Manuel Machado del mismo título. En la película se interpreta el célebre pasodoble de Quintero, León y Quiroga, Francisco Alegre. Existe un remake de 1993 con Rocío Jurado en el papel protagonista. 

## Argumento
Cádiz, 1860. Lola (Juanita Reina) parte en barco desde San Fernando a Sanlúcar de Barrameda al cortijo de D. Diego, su prometido. Allí se encuentra a su hijo José Luis. Entre ellos crece una gran amistad.

## Reparto
- Juanita Reina como Lola
- Ricardo Acero como José Luis
- Nani Fernández como Rosario
- Manuel Luna como Rafael Heredia
- Jesús Tordesillas como Don Diego
- Nicolás Perchicot como Willy
- Faustino Bretaño como Asaúra
- María Isbert como Criada
- Rafaela Rodríguez como Criada
- María Cañete como Mercedes

## Premios
Tercera edición de las Medallas del Círculo de Escritores Cinematográficos
| Categoría              | Nominados         | Resultado |
| ---------------------- | ----------------- | --------- |
| Mejor actor secundario | Jesús Tordesillas | Ganador   |
| Mejor música           | Jesús García Leoz | Ganador   |